# 5 Pułk Artylerii Przeciwlotniczej

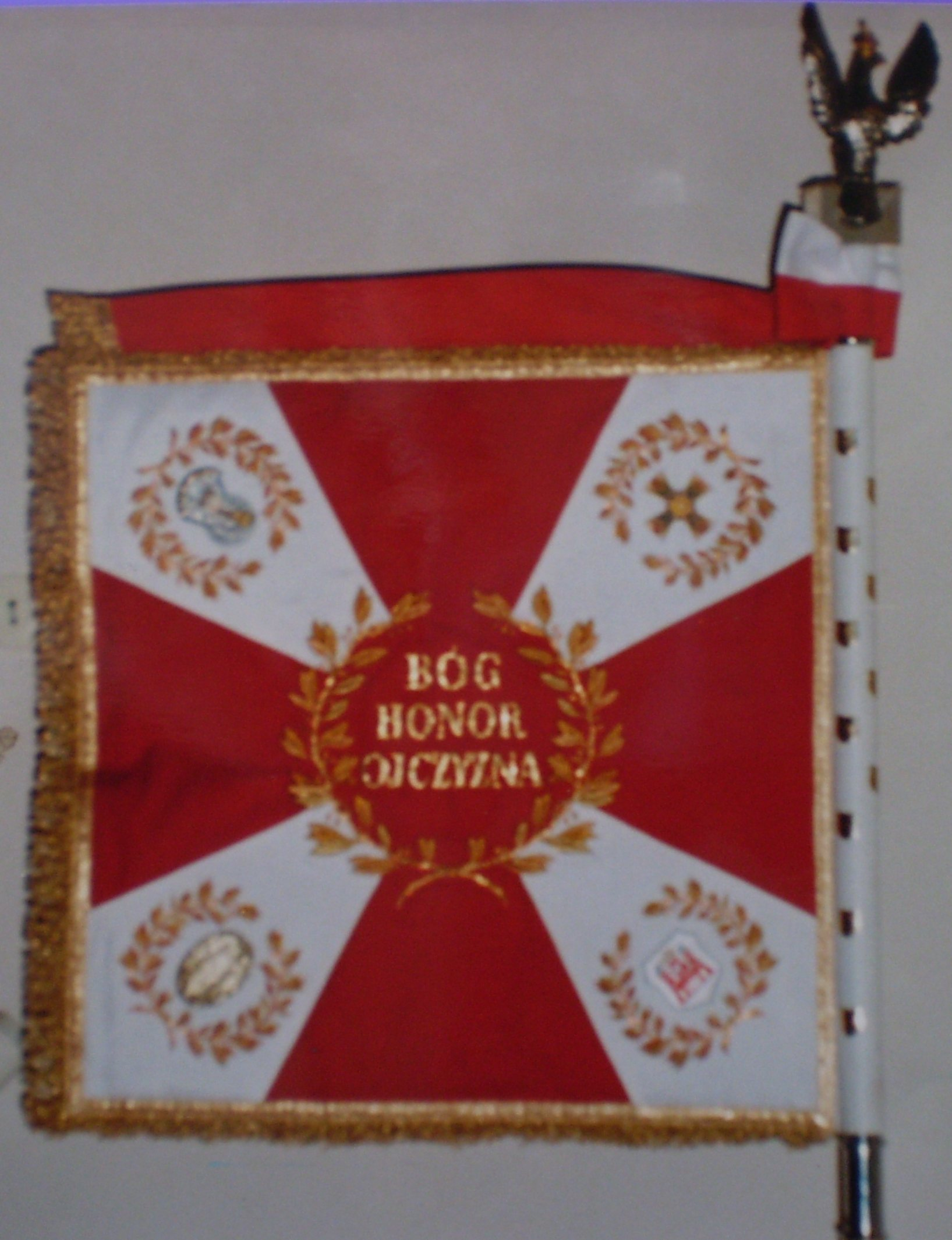
"Nowy" sztandar jednostki

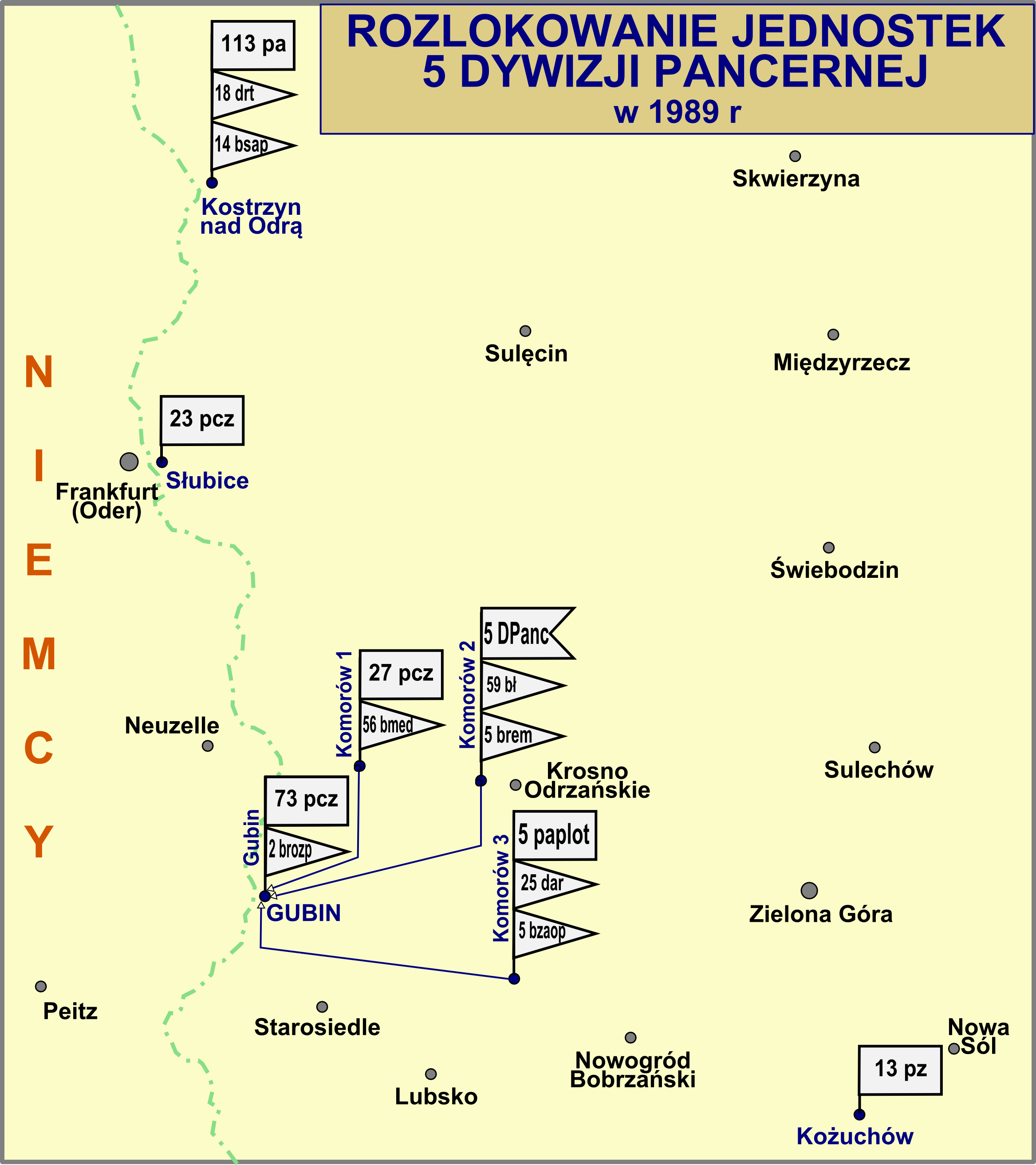
Rozlokowanie 5 DPanc w 1989

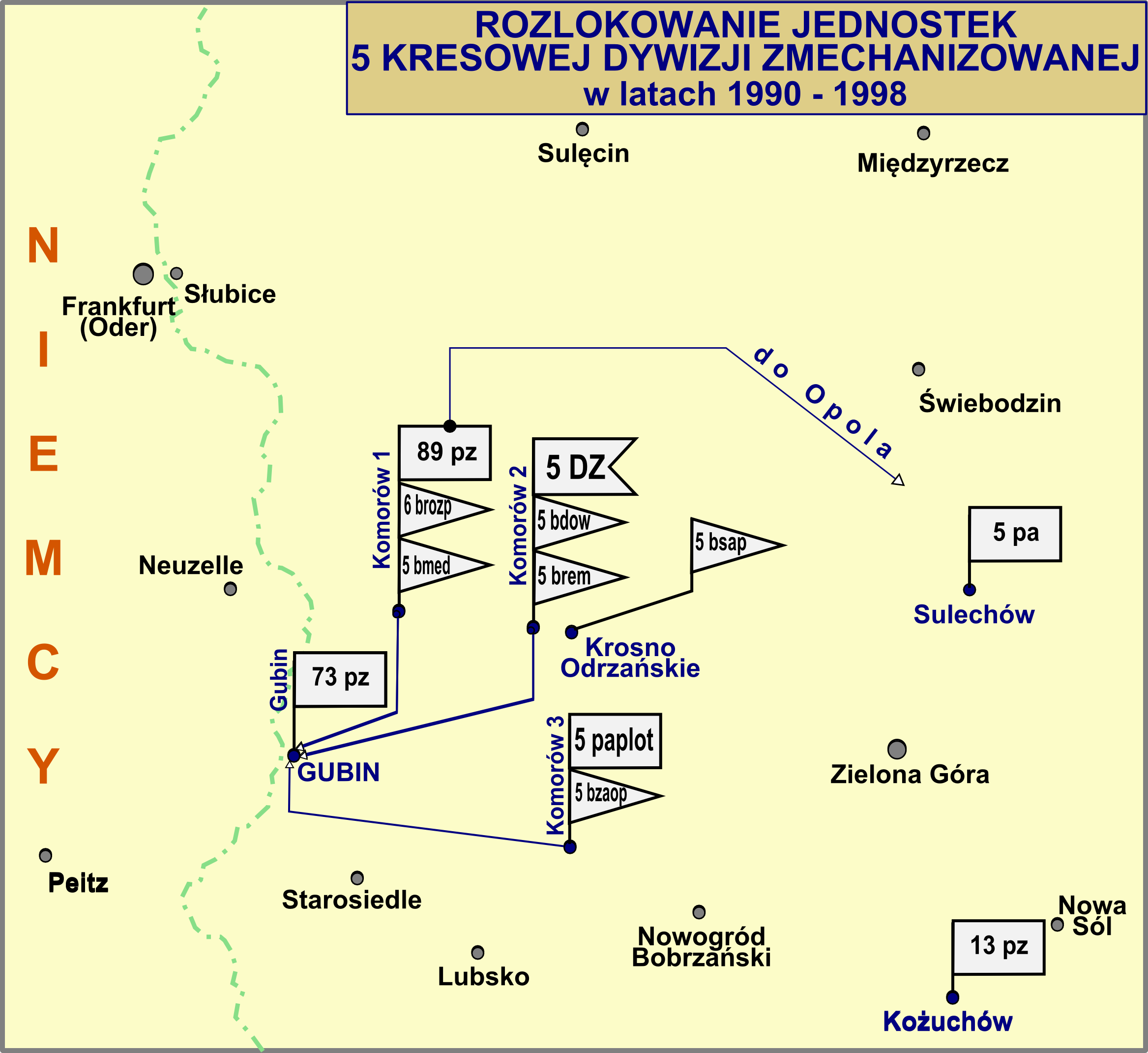
Rozlokowanie jednostek Dywizji

5 Kresowy Pułk Artylerii Przeciwlotniczej – oddział przeciwlotniczy Sił Zbrojnych PRL i okresu transformacji ustrojowej.
Jednostka Wojskowa 3631

## Formowanie
Pułk został utworzony w grudniu 1967 roku z przeformowania 3 Dywizjonu Artylerii Przeciwlotniczej 5 Dywizji Pancernej. Stacjonował w Gubinie (kompleks koszarowy Komorów).
23 sierpnia 1995 Prezydent RP Lech Wałęsa nadał pułkowi sztandar ufundowany przez Społeczeństwo Ziemi Gubińskiej.
17 września 1995 dowódca Śląskiego Okręgu Wojskowego, generał dywizji Janusz Ornatowski wręczył dowódcy jednostki, podpułkownikowi Edwardowi Nakoniecznemu nowy sztandar. Z dniem 31.12.2001 rozformowano pułk.
Z dniem 23 kwietnia 2002, po rozformowaniu pułku, dziedzictwo tradycji przyjął 5 Kresowy Dywizjon Przeciwlotniczy 69 Pułku Przeciwlotniczego im. gen. dyw. Stefana Grota-Roweckiego z Leszna

## Struktura pułku
Dowództwo i sztab
- bateria dowodzenia - plutony: rozpoznawczy, łączności, RSWP (RSWP "JAWOR")
- cztery  baterie - po 6 S-60
- kompania medyczna
- kompania remontowa
- kompania zaopatrzenia

Po wejściu do uzbrojenia wyrzutni rakiet plot 9K33 OSA:
- bateria dowodzenia
- cztery baterie startowe
- bateria techniczna
- kompania remontowa
- kompania zaopatrzenia

## Odznaka pułkowa
Odznaka w kształcie krzyża maltańskiego, w kolorze ciemnozielonym z żółtymi wypustkami, na tle brązowego Krzyża Monte Cassino. Pośrodku odznaki nałożona okrągła tarcza z brązowym otokiem, pokryta żółtą emalią.
Na tarczę nałożony brązowy żubr. Na ramionach krzyża widnieje cyfra pułkowa i jego inicjały: 5 KR. P.A. PL.
Pierwsze odznaki wręczono 15 września 1993 r.

## Dowódcy jednostki
Dowódcy 3 daplot:
- mjr Józef Janek (był w 1956)[7]

Dowódcy pułku:
- mjr Chmieluk
- mjr Dołomisiewicz
- mjr Kowalewski
- mjr Dańko
- ppłk Mirowski
- ppłk Stobierski
- ppłk Szczepan Chełchowski
- mjr Kowalczyk
- ppłk Leszek Ciesiułka
- ppłk Marian Wojciechowski (1986-1989)
- ppłk Józef Magiera
- ppłk Edward Nakonieczny
- płk Michał Wałęza

## Oficerowie
- Tadeusz Jauer
- Piotr Kołacz